# Список правителей Астурии
Астурийских монархов было тринадцать, если считать с легендарного Пелайо, хотя первым, кто объявил себя королём Астурии, был Альфонсо I Католик. Астурийская монархия была выборной до Рамиро I, после него — наследственной.

## Монархи Астурии

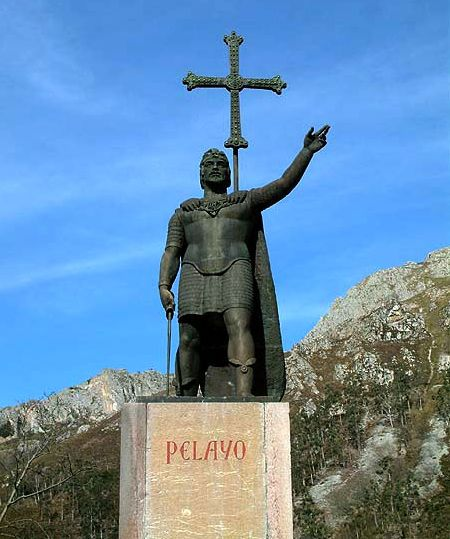
Памятник дону Пелайо в Ковадонге

### Астурскаядинастия
- дон Пелайо (исп. Don Pelayo) — 718—737
- Фавила (исп. Favila o Fáfila) — 737—739

### Кантабрскаядинастия
- Альфонсо I Католик зять короля Пелайо (исп. Alfonso I el Católico)[1] — 739—757.
- Фруэла I Жестокий (исп. Fruela I el Cruel) — 757—768.
- Аурелио (исп. Aurelio) — 768—774.
- Сило (исп. Silo) — 774—783.
- Маурегато (исп. Mauregato) — 783—789.
- Бермудо I Диакон (исп. Bermudo I el Diácono) — 789—791.
- Альфонсо II Целомудренный (исп. Alfonso II el Casto) — 791—842.
- Непоциан (исп. Nepociano) — 842
- Рамиро I (исп. Ramiro I)[2] — 842—850.
- Ордоньо I (исп. Ordoño I) — 850—866.
- Альфонсо III Великий (исп. Alfonso III el Magno) — 866—910.

Разделение Астурии на три части: Королевство Астурия, Королевство Леон и Королевство Галисия
- Фруэла II (исп. Fruela II)[3] — 910—925.

Объединение Астурии и Леона в единое королевство — Королевство Леон.